# گل‌محله (چابکسر)
گل‌محله یک روستا در ایران است که در بخش چابکسر شهرستان رودسر استان گیلان واقع شده‌است. گل‌محله ۲۱۷ نفر جمعیت دارد.

## جمعیت
این روستا در دهستان سیاهکلرود قرار دارد و براساس سرشماری مرکز آمار ایران در سال ۱۳۸۵، جمعیت آن ۲۱۷ نفر (۶۸ خانوار) بوده‌است.